# Diopatra maculata
Diopatra maculata är en ringmaskart som beskrevs av Paxton 1993. Diopatra maculata ingår i släktet Diopatra och familjen Onuphidae. Inga underarter finns listade i Catalogue of Life.